# (8472) Tarroni
(8472) Tarroni est un astéroïde de la ceinture principale.

## Description
(8472) Tarroni est un astéroïde de la ceinture principale. Il fut découvert le 12 octobre 1983 à Bologne par l'Observatoire San Vittore. Il présente une orbite caractérisée par un demi-grand axe de 2,69 UA, une excentricité de 0,20 et une inclinaison de 11,9° par rapport à l'écliptique.

## Compléments